# Cástulo Bojórquez (novela)
Cástulo Bojórquez es la tercera novela del escritor mexicano César López Cuadras, considerada por la crítica como una de las obras más ambiciosas del autor. A pesar de que se ha categorizado como novela del narco porque alude a temas de violencia del país, comparándola con las obras de autores contemporáneos como Élmer Mendoza y Juan José Rodríguez, Cástulo Bojórquez al ser tres novelas en una sola, es una historia también de amor adúltero ubicada en siglo XIX en un pueblo minero, en las estribaciones de la sierra de Sinaloa. Fue editada (y reeditada) por una empresa de proyección internacional como el Fondo de Cultura Económica en coedición con el Instituto Sinaloense de Cultura. 

## Contexto
Cástulo Bojórquez es la consagración del proyecto que López Cuadras inició con La novela inconclusa. En esta novela se redefinen los personajes que ya habían formado parte de su obra anterior, además, el imaginario que construye se va formalizando, adquiriendo así, una forma de describir la cultura de la región norte de Sinaloa, esta novela, como en otros de sus cuentos y relatos se desarrolla en una comunidad imaginaria pero llena de referencias reales: Casas Grandes.
Es por eso que esta novela ha sido referida como novela del narco o narconovela, como han llamado algunos críticos a las obras que centran a sus personajes en la violencia con las características socioculturales de la región del Norte de México. Así, como refiere Irad Nieto: 

Lo que para otros podrían ser clichés que impiden la creación literaria, para López Cuadras, gracias a su manía de fabular, son recursos que posibilitan la invención de un mundo. Cuando de la mano del mercado apareció la Literatura del Norte, César López Cuadras ya estaba allí.

De tal manera, Cástulo Bojórquez maneja el tono épico de la música popular y lo traslada a la narrativa, por eso que la novela se escuche como un corrido, a través de estrategias narrativas que mezclan la oralidad cotidiana. Dentro del proceso de creación, el autor menciona en entrevista que esta novela requirió un arduo trabajo de investigación: 

Me llevó mucho tiempo, porque no quería tener un tratado de minería dentro de la novela, sino cierta ambientación, un microcosmos como suele decirse. Conozco minerales viejos de Sinaloa, pero ignoraba los procedimientos. Tenía muy clara la idea de cómo iba a ser el pueblo por San José de Gracia, que está en el municipio de Sinaloa de Leyva y me sirvió de modelo.

## Composición
La historia, que se divide en tres naracciones, se ubica principalmente en la región norteña de México, específicamente:Casas Grandes, Bacubirito y Cocoritán.  Sus personajes, forman parte de los acontecimientos políticos de la Reforma y la Revolución. Así, la vida del protagonista, Cástulo Bojórquez,es el eje en torno al cual giran las revelaciones de los vecinos, amigos, enemigos actuales y del pasado.
La primera naracción se ubica en la segunda mitad del siglo XIX, en el Real de San Perán, una explotación minera de la sierra norte de Sinaloa, mientras que la segunda lectura nos lleva hasta finales de la Primera Guerra Mundial, en Alemania. La tercera historia es el enlace de las dos narraciones anteriores.
El narrador desarrolla, en consonancia con un tópico de relieve en la novela europea del siglo XIX, la relación de amantes entre Eulogia, esposa del rico dueño del mineral, y Teófilo Carrasco, el administrador. López Cuadras recurre aquí, aunque no exclusivamente, a técnicas de afiliación teatral, como el monólogo narrado y el diálogo.
"Cástulo Bojórquez" ha sido considerada como una novela de aprendizaje o bien, novela de transición, ya que retrata el recorrido de la infancia a la edad adulta del protagonista. Así, se logra representar las características de los pueblos del norte de México y, a través de lo local se llegan a describir aspectos universales del ser humano.

### Argumento
El protagonista, Cástulo Bojórquez, es un personaje que representa la dureza o la configuración de los sierreños; hijo de Luisa, originaria de Sinaloa y Herbert, un alemán que llegó a México después de la Segunda Guerra Mundial. El sueño de su padre era hacerse rico a través de la explotación minera, sin embargo, nunca instruye a Cástulo en ese oficio, enseñándole solamente a ser un vaquero y utilizar armas. Como bien se mencionan desde las primeras líneas, Cástulo es un personaje que podría pensarse como "antihéroe": 

Cástulo Bojórquez fue sembrador de amapolas, narcotraficante, salteador de caminos, presidiario, policía judicial, parrandero, esposo intermitente, amante furtivo, padre de quince hijos conocidos e hijo pródigo de una madre que moría de desvelo con el rosario en mano implorando a Dios, sin esperanza alguna, que volviera a su vástago al buen camino. Odió el trabajo, tanto como a sus peores enemigos." (López Cuadras p.10)

Dentro de esta narración se reconstruye, a través de analepsis, la historia minera de la región, alternando episodios de la vida de Herbert en Europa. Al contar el episodio de la minería, se encuentran algunos personajes importantes como Don Fermín Iturbe, quien lleva esta industria a la región. 
En la historia, los personajes extranjeros conforman una pieza clave para el desarrollo: Herbert Kron,  el Chino Tao o  los Coppel referidos en esta novela, muestran la importancia de los negocios en la región. 
Algunos personajes secundarios que conforman esta naracción son: Doña Inés Ontiveros de Iturbide, esposa de Plácido Iturbide y Nafarrete, matrimonio que se ve plagado de sufrimiento debido a los enfermizos celos del marido. También se encuentra Teófilo Carrasco, hombre de confianza de Plácido.